# 荻野貴順
荻野 貴順（おぎの たかよし、1984年12月21日 - ）は、栃木県宇都宮市出身の元サッカー選手。ポジションはMF。　

## 来歴
中学時代、栃木県の地元クラブFCチェルト(現F.C.アネーロ宇都宮)でキャプテンとして活躍。
その後、桐蔭学園に進学するも出場機会に恵まれず、卒業後は広告代理店に就職し栃木県にある社会人クラブの揚茜クラブに入団。活躍が認められ東京ヴェルディ1969(当時J1)に練習参加するも、怪我の為3日間の参加となり契約には至らず。
その後も社会人リーグでサッカーを続け、プロには縁の無い生活を送っていたが、2011年広告代理店を退職し、タイのトライアウトに参加することを決意。同国のPhang Nga F.C.と契約合意に至った。2012年、Kasem Bundit University F.C.に移籍。
翌年、インド・タイ・ミャンマーと渡るも、ITC(国際移籍証明書)の不手際・移籍ウインドウが閉まる直前での契約破棄などにより無所属となる。
2014年、ラオス・リーグのEastern star FCでプレイ。
2015年はタイ・リーグ　ディビジョン2のKABIN UNITEDでプレイしていた。
同年をもってサッカーから引退し株式会社Motto代表取締役社長を務めている。

## エピソード
- 高校時代のサッカー部の同期には、俳優・小説家の水嶋ヒロと元サッカー選手の阿部祐大朗が在籍していた。

## 所属クラブ
- 2000年 - 2002年 桐蔭学園高等学校
- 2002年 - 2007年 揚茜クラブ
- 2007年 - 2008年 白沢クラブ
- 2009年 - 2010年 揚茜クラブ
- 2010年 - 2011年 バジェルボ矢崎
- 2011年 - 2011年5月 宇都宮FC
- 2011年  Phang Nga F.C.
- 2012年  Kasem Bundit University F.C.
- 2013年  Luangmual F.C.
- 2014年  Eastern Star FC
- 2015年  Kabin United